# Diethylazodikarboxylát
Diethylazodikarboxylát, zkráceně DEAD, je organická sloučenina se vzorcem CH3CH2O2CN=NCO2CH2CH3. V její molekule jsou dvě ethylesterové skupiny navázány na azoskupinu. Jedná se o významný reaktant v organické syntéze, který však při zahřívání může vybouchnout.
DEAD je aza-dienofil a silné dehydrogenační činidlo, lze jej použít k přeměně alkoholů na aldehydy, thiolů na disulfidy a hydrazosloučenin na azosloučeniny; rovněž jde o dobrý akceptor elektronů. Používá se v mnoha reakcích, z nichž je nejvýznamnější Micunobova reakce, používaná na přípravu aminů, azidů, etherů, thioetherů a esterů z příslušných alkoholů. Používá se při výrobě mnoha léčiv, jako jsou například zidovudin, používaný na léčbu AIDS.

## Vlastnosti
DEAD je oranžová až červenooranžová kapalina, v průběhu reakcí se měnící na žlutou až bezbarvou látku. Je rozpustný v řadě organických rozpouštědel, jako jsou toluen, chloroform, ethanol, tetrahydrofuran a dichlormethan je ovšem prakticky nerozpustný ve vodě nebo tetrachlormethanu; ve vodě se však rozpouští lépe než podobný dimethylazodikarboxylát.
DEAD je velmi dobrý akceptor elektronů, snadno oxiduje roztok jodidu sodného v kyselině octové. Rovněž reaguje s hydrátem hydrazinu za vzniku diethyl hydrazodikarboxylátu a plynného dusíku. Výpočty na základě LCAO-MO má neobvykle neobsazený vazebný orbital, díky čemuž snadno odstraňuje vodík z různých sloučenin. Světlem podporované odštěpení vodíku pomocí DEAD bylo popsáno u isopropylalkoholu, kde vedlo ke vzniku pinakolu a tetraethyl tetrazanetetrakarboxylátu, a u acetaldehydu, kde se vytvořil diacetyl a diethylhydrazodikarboxylát. Podobně reakcemi s ethanolem a cyklohexanolem vznikají acetaldehyd a cyklohexanon. Tyto reakce lze provést i beze světla, pak ovšem mají nižší výtěžnost. DEAD je tak aza-dienofil a dehydrogenační činidlo, použitelné k přeměně alkoholů na aldehydy, thiolů na disulfidy a hydrazosloučenin na azosloučeniny. Také se účastní pericyklických reakcí s alkeny a dieny enovým a Dielsovým–Alderovým mechanismem.

## Příprava
Diethylazodikarnoxylát lze zakoupit nebo připravit v laboratoři, obzvláště pokud je potřeba jako čistá látka. Při přípravě dochází nejprve k alkylaci hydrazinu ethyl-chlorformiátem a poté se vzniklý diethylhydrazodikarboxylát nechá reagovat s chlorem, kyselinou chlornou a koncentrovanou kyselinou dusičnou. Reaktanty se přidávají pomalu, aby teplota reakční směsi nepřesáhla 20 °C. Diethylhydrazodikarboxylát je pevná látka s teplotou tání 131–133 °C, vůči zahřívání výrazně odolnější než DEAD, obvykle se vysouší při teplotě kolem 80 °C.

## Použití

### Micunobova reakce
DEAD se používá jako reaktant v Micunobově reakci, kde vytváří adukty s fosfiny (obvykle s trifenylfosfinem) a napomáhá přípravě esterů, etherů, aminů a thioetherů z příslušných alkoholů. Při reakci obvykle dochází k inverzi stereochemické konfigurace.
Reakci objevil v roce 1967 Ojo Micunobu, jeho přezkum využití diethylazodikarboxylátu z roku 1981 patří k nejcitovanějším chemickým článkům.
Micunobova reakce má využití při přípravě řady přírodních látek i léčiv.
Ve výše uvedené reakci, při které lze místo DEAD použít DIAD, se thymidin 1 mění na derivát 2, ue kterého se poté stává zidovudin 4 (často nazývaný azidothymidin nebo AZT), významné antivirotikum, používané mimo jiné na léčbu AIDS. Dalším příkladem Micunobovy reakce s využitím diethylazodikarboxylátu používané na přípravu léčiv je příprava bis[(pivaloyloxy)methyl [PIVz] derivátu 2’-deoxy-5-fluoruridin 5’-monofosfátu (FdUMP), používaného při chemoterapii.

### Michaelova reakce
Azoskupina v molekule DEAD je silným Michaelovým akceptorem. Za přítomnosti měďnatých katalyzátorů DEAD zprostředkovává přeměnu β-ketoesterů na příslušné deriváty hydrazinu.
Substituce esterů kyseliny borité probíhá podobně.

### Ostatní reakce
DEAD se používá při některých Dielsových–Alderových reakcích, jako je například příprava bicyklo[2.1.0]pentanu. Také se využívá k tvorbě Baylisových–Hillmanových aduktů z akrylátů.
DEAD je možné použít na přípravu heterocyklických sloučenin, například pyrazoliny z α,β-nenasycených ketonů.
DEAD také může sloužit jako enofil při enových reakcích.

## Bezpečnost
DEAD je jedovatý a citlivý na náraz a světlo; v čisté formě může vybuchnout, je-li zahřát nad 100 °C.